# Atmosphere
Atmosphere é uma dupla de hip hop norte-americana fundada em 1993 em Minneapolis, nos Estados Unidos. Uma de suas canções, "Trying to Find a Balance", do álbum Seven's Travels, figurou na trilha sonora de Tony Hawk's Underground 2.

## Discografia

### Álbuns
| Ano  | Título | Máximas posições atingidas | Máximas posições atingidas | Máximas posições atingidas | Máximas posições atingidas | Notas                                                       |
| Ano  | Título | EUA                        | US R&B                     | US Heat.                   | US Ind.                    | Notas                                                       |
| ---- | --- | -------------------------- | -------------------------- | -------------------------- | -------------------------- | ----------------------------------------------------------- |
| 1997 | Overcast! - Gravadora: Rhymesayers                                                                           | —                          | —                          | —                          | —                          | - Versão estendida do EP Overcast!.                         |
| 2002 | God Loves Ugly - Lançado: 11 de junho de 2002 - Gravadora: Rhymesayers, Fat Beats                            | —                          | 43                         | 1                          | —                          | - também lançado como God Loves Ugly (Instrumentals).       |
| 2003 | Seven's Travels - Lançado: 23 de setembro de 2003 - Gravadora: Rhymesayers, Epitaph Records                  | 83                         | 58                         | —                          | 5                          | - Também lançado como Seven's Travels (Instrumentals).      |
| 2005 | You Can't Imagine How Much Fun We're Having - Lançado: 4 de outubro de 2005 - Gravadora: Rhymesayers         | 66                         | 55                         | —                          | 1                          |                                                             |
| 2007 | Strictly Leakage - Lançado: 25 de dezembro de 2007 - Gravadora: Rhymesayers                                  | —                          | —                          | —                          | —                          | - Lançado como um download gratuito no site da Rhymesayers. |
| 2008 | When Life Gives You Lemons, You Paint That Shit Gold - Lançado: 22 de abril de 2008 - Gravadora: Rhymesayers | 5                          | 13                         | —                          | 2                          |                                                             |

### EPs
| Ano  | Título                                                                            | Notas                                                    |
| ---- | --------------------------------------------------------------------------------- | -------------------------------------------------------- |
| 1997 | Overcast! EP - Gravadora: Rhymesayers                                             | - Re-lançado no mesmo ano na versão estendida Overcast!. |
| 2001 | The Lucy EP - Lançado: 1 de fevereiro de 2001 - Gravadora: Rhymesayers, Fat Beats | - Re-lançado em Lucy Ford: The Atmosphere EPs em 2001.   |
| 2001 | Ford 1 - Gravadora: Rhymesayers                                                   | - Re-lançado em Lucy Ford: The Atmosphere EPs em 2001.   |
| 2001 | Ford 2 - Gravadora: Rhymesayers                                                   | - Re-lançado em Lucy Ford: The Atmosphere EPs em 2001.   |
| 2009 | Leak At Will - Gravadora: Rhymesayers                                             | - Lançado como um download digital gratuito              |

### Coletâneas
| Ano  | Título                                                                                             | Máximas posições atingidas | Máximas posições atingidas | Máximas posições atingidas | Notas                                                                                                  |
| Ano  | Título                                                                                             | U.S.                       | U.S. R&B                   | U.S. Ind.                  | Notas                                                                                                  |
| ---- | -------------------------------------------------------------------------------------------------- | -------------------------- | -------------------------- | -------------------------- | --- |
| 2001 | Lucy Ford: The Atmosphere EP - Lançado: 1 de fevereiro de 2001 - Gravadora: Rhymesayers, Fat Beats | —                          | —                          | —                          | - Coleção de três EP lançados anteriormente: The Lucy EP, Ford 1 e Ford 2.                             |
| 2005 | Headshots: SE7EN - Gravadora: Rhymesayers                                                          | 165                        | 100                        | 12                         | - Versão re-lançada e remasterizada do Headshots: Vol.7, uma fita de 1998 com a participação da banda. |

### Singles
- "They Lied" (1998)
- "Uptown Jesus" (2002)
- "Modern Man's Hustle" (2002) #18 Billboard Hot Rap Tracks [2]
- "GodLovesUgly" (2002)
- "Cats Van Bags" (2003)
- "Trying to Find a Balance" (2003)
- "National Disgrace" (2004)
- "Watch Out" (2005)
- "Say Hey There" (2006)
- "Shoulda Known" (2008)
- "Guarantees" (2008)
- "You" (2008) #38 Billboard Modern Rock[1]
- "Your Glasshouse" (2009)